# Rheasilvia

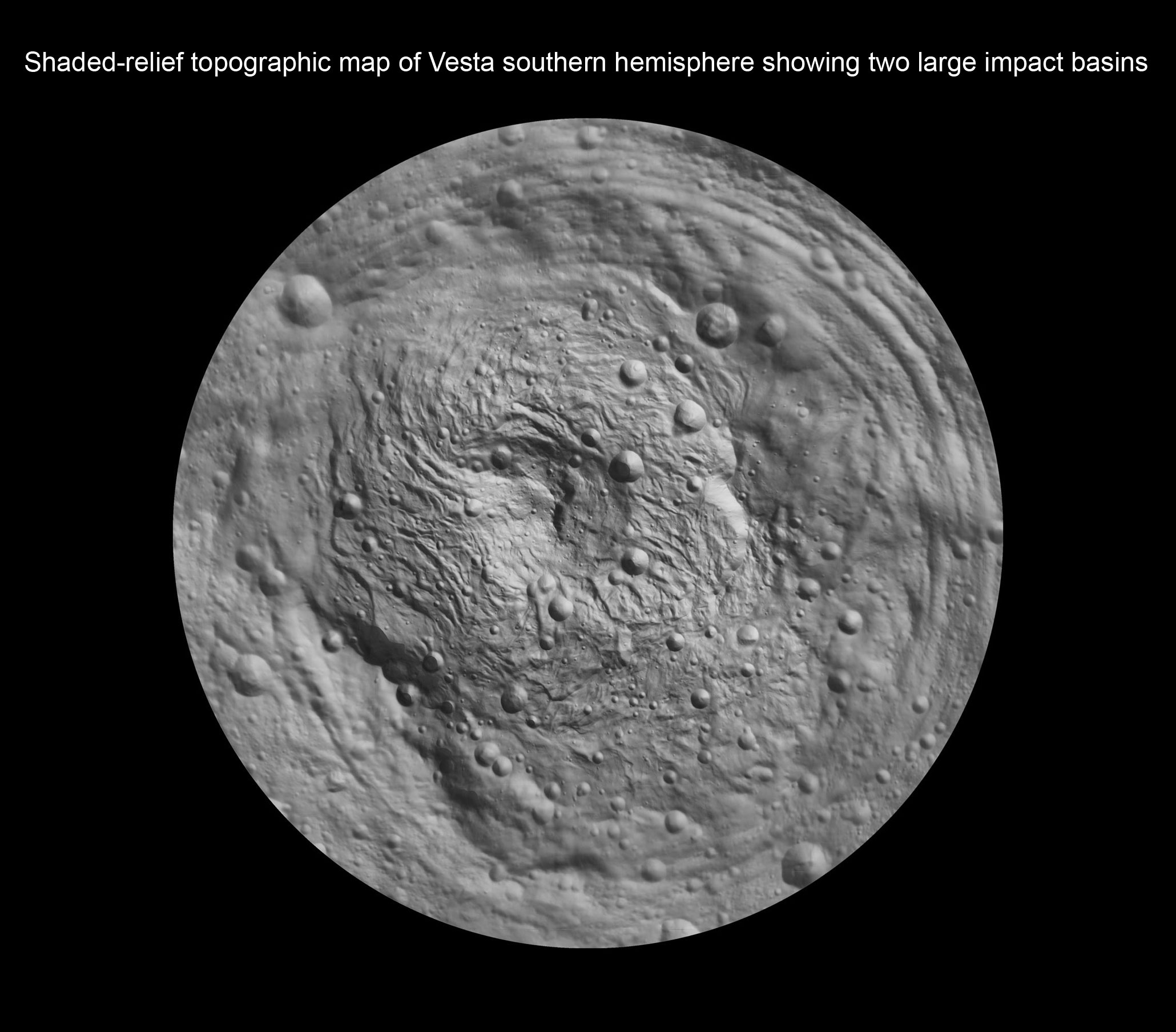
Snímek kráteru pořízený sondou Dawn

Rheasilvia je impaktní kráter, který zaujímá většinu jižní polokoule planetky Vesta. Měří v průměru okolo 505 km a je tak jedním z největších dosud známých kráterů Sluneční soustavy (daleko největším, co se týče poměru k velikosti tělesa: sama Vesta má průměr okolo 530 km). Okraje kráteru převyšují okolní terén o 4 až 12 km. Dno kráteru se nachází až o 13 km níže než zprůměrovaný obvod planety. Maximální převýšení činí až 25 km. Zhruba uprostřed je vyvýšenina, jejíž základna má průměr až 200 km. Vrcholek této hory je 22,5 km nad úpatím, což je srovnatelné s Olympus Mons na Marsu.
Předpokládá se, že kráter vznikl asi před miliardou let v důsledku srážky s meteoritem. Dopad tělesa vymrštil do prostoru asi 1 % materiálu Vesty. Tyto horniny se staly materiálem, z něhož v hlavním pásu planetek vznikla tělesa Vestiny rodiny, zvané vestoidy.
V okolí Rheasilvie se nacházejí hluboké rokle, které pravděpodobně vyryly úlomky dopadlého tělesa; největší je 465 km dlouhá Divalia Fossa. Na okraji prohlubně lze pozorovat zbytky staršího kráteru Veneneia (jeho průměr se odhaduje na více než 400 km), který Rheasilvia při svém vzniku téměř celý překryla. 
Impakt také pravděpodobně vytvořil i podélné rýhy podél rovníku planetky. Srážka byla natolik energeticky intenzivní, že vyvolala globální deformace a způsobila vznik těchto rýh. Tyto útvary se táhnou po celé planetce, hlavně v oblasti rovníku, a dosahují délky až několika set kilometrů. 
Kráter v roce 1997 objevil Hubbleův vesmírný dalekohled, v září 2011 ho Mezinárodní astronomická unie pojmenovala po mytologické postavě jménem Rhea Silvia, kněžce bohyně Vesty.